# Reginald Pasch

Reginald Pasch auf einer Fotografie von Alexander Binder

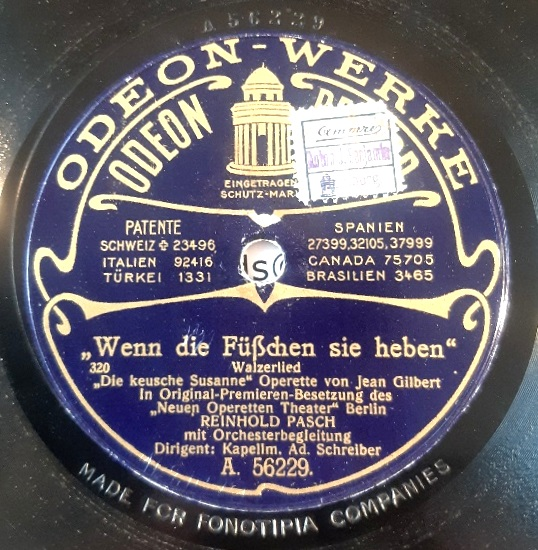
Schallplatte von Reinhold Pasch (Berlin 1911)

Reginald Pasch (* 10. Oktober 1883 in Wolgast; † 2. August 1965 in Berlin; gebürtig Reinhold Pasch) war ein deutscher Schauspieler.

## Leben
Der Sohn des Schiffskapitäns Johann Carl Hermann Pasch und dessen Ehefrau Martha, geb. Brüdgam, wurde im Schauspielhaus am Gendarmenmarkt Schüler von Heinrich Oberländer. Er gab sein Debüt 1902 am Neuen Stadttheater von Ratibor. In den 1910er Jahren spielte er dann in Danzig, Zwickau, Rostock, Nürnberg, Chemnitz, Hamburg und München. Ab 1909 trat er in Berlin am Theater am Nollendorfplatz auf, später auch am Theater des Westens und am Metropoltheater. Pasch agierte zu dieser Zeit vor allem als jugendlicher Held in Operetten. Er wirkte auch in einigen Stummfilmen mit.
1921 schiffte er sich nach New York ein und spielte dort bis 1930 am Broadway am Englischen Theater. Zu den Stücken, in denen er auftrat, gehörten The Merry Widow (1921), The Clinging Wine (1922) und Golden Dawn (1927). 1930 nahm er ein Angebot aus Hollywood an und spielte dort bis 1936 meist ungenannt kleine Rollen in verschiedenen Tonfilmen.
1936 lernte er Luis Trenker bei den Dreharbeiten zu dessen Der Kaiser von Kalifornien kennen und folgte ihm nach Europa. Er spielte hier in mehreren Trenker-Filmen mit. Sein Plan, wieder nach Amerika zu gehen, wurde durch den Kriegsausbruch verhindert. Pasch stand 1944 in der Gottbegnadeten-Liste des Reichsministeriums für Volksaufklärung und Propaganda.
Nach Kriegsende trat er unter anderem am Renaissance-Theater auf.

## Filmografie
- 1912: Wenn die Maske fällt
- 1914: Mobilmachung in der Küche
- 1915: Ein Schrei in der Nacht
- 1916: Frauen, die sich opfern
- 1916: Der Schmuck der Herzogin
- 1917: Stropp
- 1919: Der Klapperstorchverband
- 1920: Frauenbriefe
- 1920: Der Fluch der Menschheit
- 1931: Dämon des Meeres
- 1932: Der Mann, den sein Gewissen trieb (Broken Lullaby)
- 1934: Jagd nach dem Glück (The Pursuit of Happiness)
- 1934: Dr. Monica
- 1935: Das schwarze Zimmer (The Black Room)
- 1936: Der Kaiser von Kalifornien
- 1937: Tango Notturno
- 1937: Condottieri
- 1937: Der Berg ruft
- 1937/53: Starke Herzen
- 1938: Liebesbriefe aus dem Engadin
- 1938: Pour le Mérite
- 1938: Sergeant Berry
- 1939: Grenzfeuer
- 1939: Der Feuerteufel
- 1940/42: Der große König
- 1941: Carl Peters
- 1941: Spähtrupp Hallgarten
- 1941: Komödianten
- 1942: Anschlag auf Baku
- 1943: Wildvogel
- 1943/44: Eine kleine Sommermelodie (UA: 1982)
- 1944/49: Die Nacht der Zwölf
- 1945: Rätsel der Nacht
- 1951: Torreani
- 1955: Robert Mayer – Der Arzt aus Heilbronn
- 1955: Ein Polterabend
- 1956: Spion für Deutschland
- 1956: Vor Sonnenuntergang
- 1957: Wenn Frauen schwindeln
- 1959: Bezaubernde Arabella
- 1959: Menschen im Hotel
- 1960: Herrin der Welt
- 1960: Geheimakte M (Man on a String)
- 1960: Sturm im Wasserglas
- 1961: Frage Sieben (Question 7)
- 1963: Es war mir ein Vergnügen
- 1965: Der Schatz der Azteken